# Revolución siamesa de 1688
La revolución siamesa de 1688 fue una gran agitación popular en el  Reino Siamés de Ayutthaya, la moderna Tailandia, que llevó al derrocamiento del rey siamés pro-francés Narai. El mandarín Phetracha, antes uno de los asesores militares de confianza de Narai, se aprovechó de la enfermedad del anciano Narai y mató al heredero cristiano de Narai, junto con un número de misioneros y el influyente ministro de exteriores de Narai, el aventurero griego Constantinos Phaulkon. Phetracha se casó con la hija de Narai, tomó el trono y siguió una política de despojar a la influencia francesa y a las fuerzas militares de Siam. Una de las batallas más destacadas fue el sitio de Bangkok en 1688, cuando decenas de miles de fuerzas siamesas pasaron cuatro meses asediando una fortaleza francesa dentro de la ciudad. Como consecuencia de la revolución, Siam rompió importantes lazos con Occidente, con la excepción de la Compañía Holandesa de las Indias Orientales, hasta el siglo XIX.

## Enfoque de la política exterior del Rey Narai

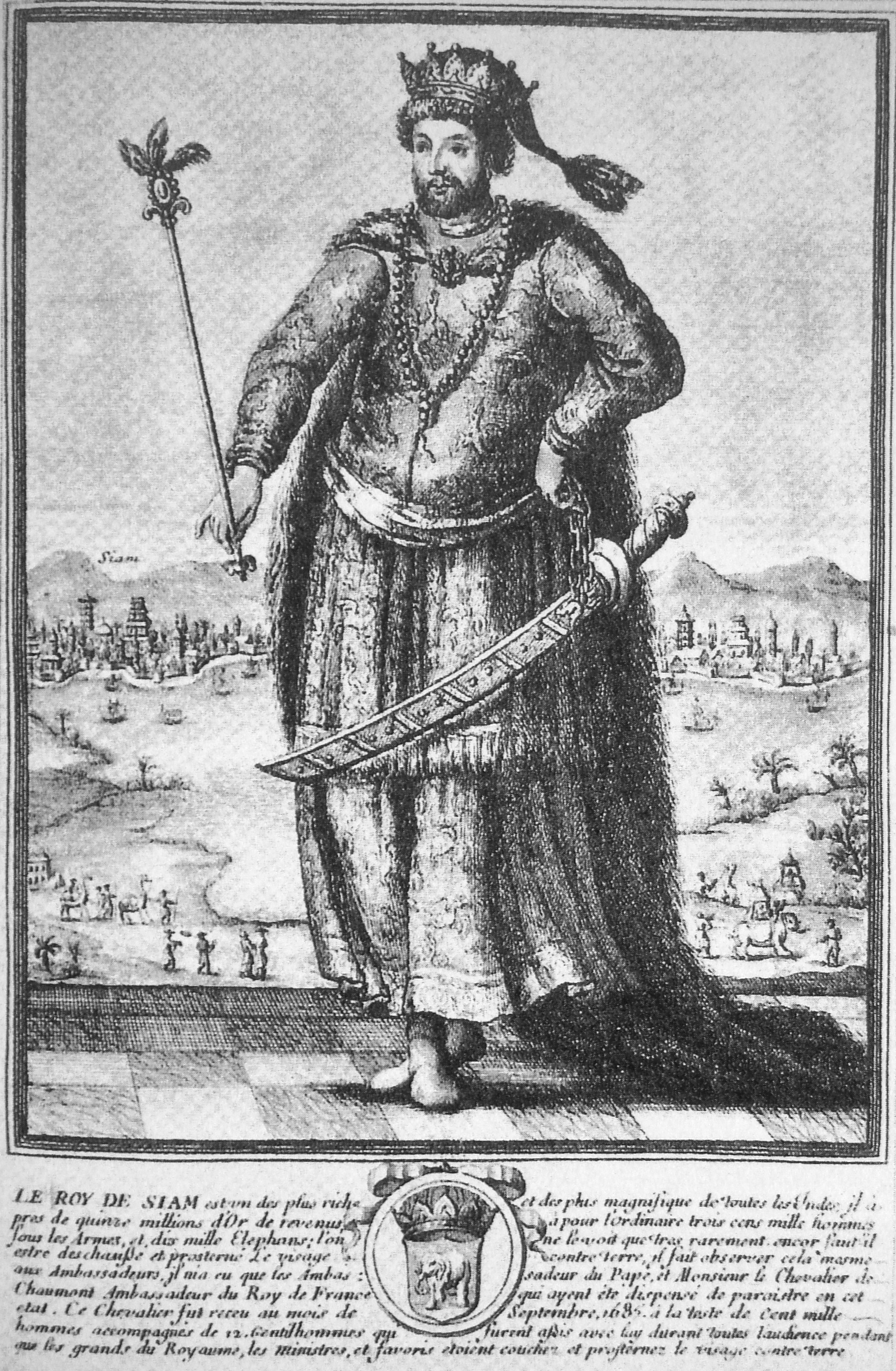
Representación francesa contemporánea del Rey Narai de Siam

El reinado del Rey Narai vio una gran expansión de las misiones diplomáticas hacia y desde las potencias occidentales, sobre todo  Francia,  Inglaterra y el  Vaticano. También se enviaron y recibieron misiones de Persia, India y China, así como de otros estados vecinos. Otra característica notable del reinado de Narai fue la influencia sin precedentes de los extranjeros en la corte siamesa, encarnada en el meteórico ascenso de Constantinos Phaulkon, un aventurero griego que con el tiempo ocuparía el equivalente moderno del puesto de primer ministro.
El Rey Narai buscó especialmente expandir las relaciones con los franceses, como contrapeso a la influencia portuguesa y holandesa en su reino, y por sugerencia de su consejero griego Phaulkon. Numerosas embajadas fueron intercambiadas en ambas direcciones.

## La agitación nacionalista
Francia trató de convertir al Rey Narai al catolicismo romano, y también de establecer tropas en la zona. Con el permiso de Narai, se establecieron fortalezas con tropas francesas y bajo control francés en Mergui y Bangkok, con el fin de reafirmar el tratado comercial de 1685, proporcionar un contrapeso a la influencia holandesa en la región y ayudar a combatir la piratería. Este desembarco de tropas francesas dio lugar a fuertes movimientos nacionalistas en Siam. Hacia 1688, los sentimientos antiextranjeros, dirigidos principalmente a los franceses y a Phaulkon, estaban alcanzando su cenit. Los cortesanos siameses resentían el dominio del griego Phaulkon en los asuntos de estado, junto con su esposa luso-japonesa y el estilo de vida europeo, mientras que el clero budista estaba intranquilo con la creciente prominencia de los jesuitas franceses. Los cortesanos se convirtieron finalmente en una facción antiextranjera. Otros extranjeros que se habían establecido en Ayutthaya antes que los franceses, en particular los protestantes holandeses e ingleses, así como los persas musulmanes, también resentían la creciente influencia política y económica de los franceses católicos. Otras facciones católicas establecidas, como los portugueses, también tenían motivos para resentir la presencia francesa, considerándola una violación del Tratado de Tordesillas. La creciente influencia francesa no sólo aumentó la competencia, sino que también fue un recordatorio no deseado de la decadencia de la fortuna de Portugal.
Las cosas llegaron a un punto crítico cuando el Rey Narai cayó gravemente enfermo en marzo de 1688, y los conspiradores maniobraron para tomar el poder. En abril, Phaulkon pidió ayuda militar a los franceses para neutralizar el complot. El oficial francés Desfarges respondió llevando 80 tropas y 10 oficiales de Bangkok al Palacio de Lopburi, pero se detuvo en el camino en Ayutthaya y finalmente abandonó su plan y se retiró a Bangkok, temiendo que pudiera ser atacado por rebeldes siameses, y preocupado por falsos rumores, algunos difundidos por Véret, el director de la Compañía Francesa de las Indias Orientales, incluyendo uno de que el rey ya había muerto.

## Crisis de sucesión

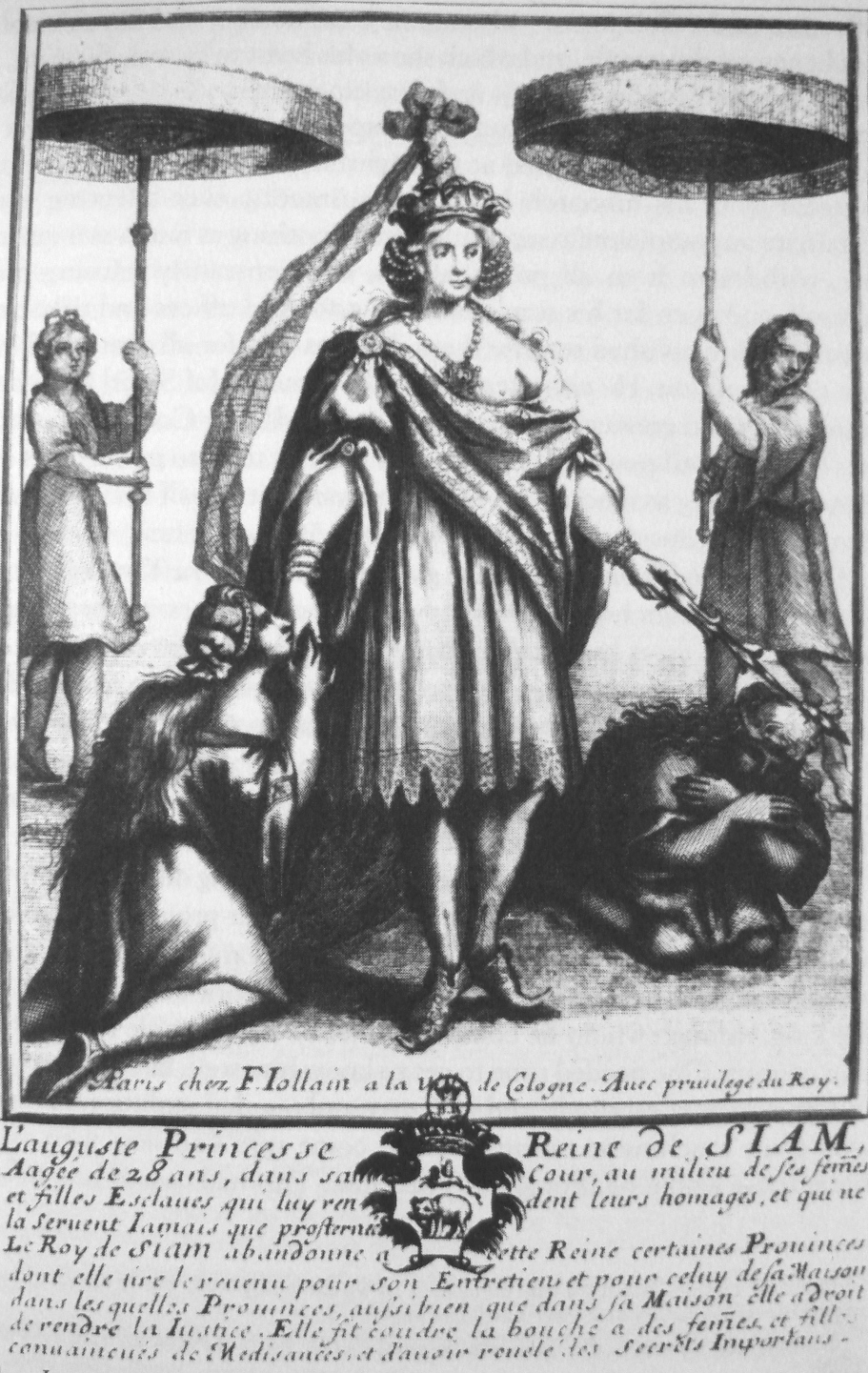
Krommaluang Yothathep, hija y única hija del rey Narai, fue nombrada regente el 10 de mayo de 1688.

El 10 de mayo, el moribundo rey Narai, consciente de la inminente disputa por la sucesión, convocó a sus consejeros más cercanos: el consejero griego Phaulkon; el hermano adoptivo del rey y comandante del Cuerpo Real de Elefantes, Phra Phetracha; y el hijo adoptivo del rey, Mom Pi. Narai nombró a su hija, Krommaluang Yothathep, para sucederle. Sus tres consejeros debían actuar como regentes hasta que la princesa tomara un compañero de su elección de uno de los dos consejeros siameses, Mom Pi o Phetracha
Lejos de calmar la situación, la decisión de Narai impulsó a Phetracha a actuar. Con Narai esencialmente incapacitado por su enfermedad, Phetracha organizó un largamente planeado Golpe de Estado con el apoyo de una corte resentida así como del clero budista, iniciando la revolución siamesa de 1688. El 17 y 18 de mayo de 1688, el Rey Narai fue arrestado. El 5 de junio, Phaulkon fue arrestado bajo acusaciones de traición, y más tarde decapitado. Mamá Pi fue asesinada, así como muchos miembros de la familia de Narai. Los dos hermanos del rey, sus sucesores por derecho, fueron asesinados el 9 de julio y el propio rey Narai murió detenido el 10 y 11 de julio, con su muerte posiblemente acelerada por envenenamiento. Phra Phetracha fue coronado rey el 1 de agosto. Kosa Pan, el ex embajador de 1686 en Francia, y un fuerte partidario de Phetracha, se convirtió en su ministro de Asuntos Exteriores y Comercio.
La princesa Krommaluang Yothathep finalmente tuvo que casarse con Phetracha y convertirse en reina.

## Derrota de las fuerzas francesas (1688)

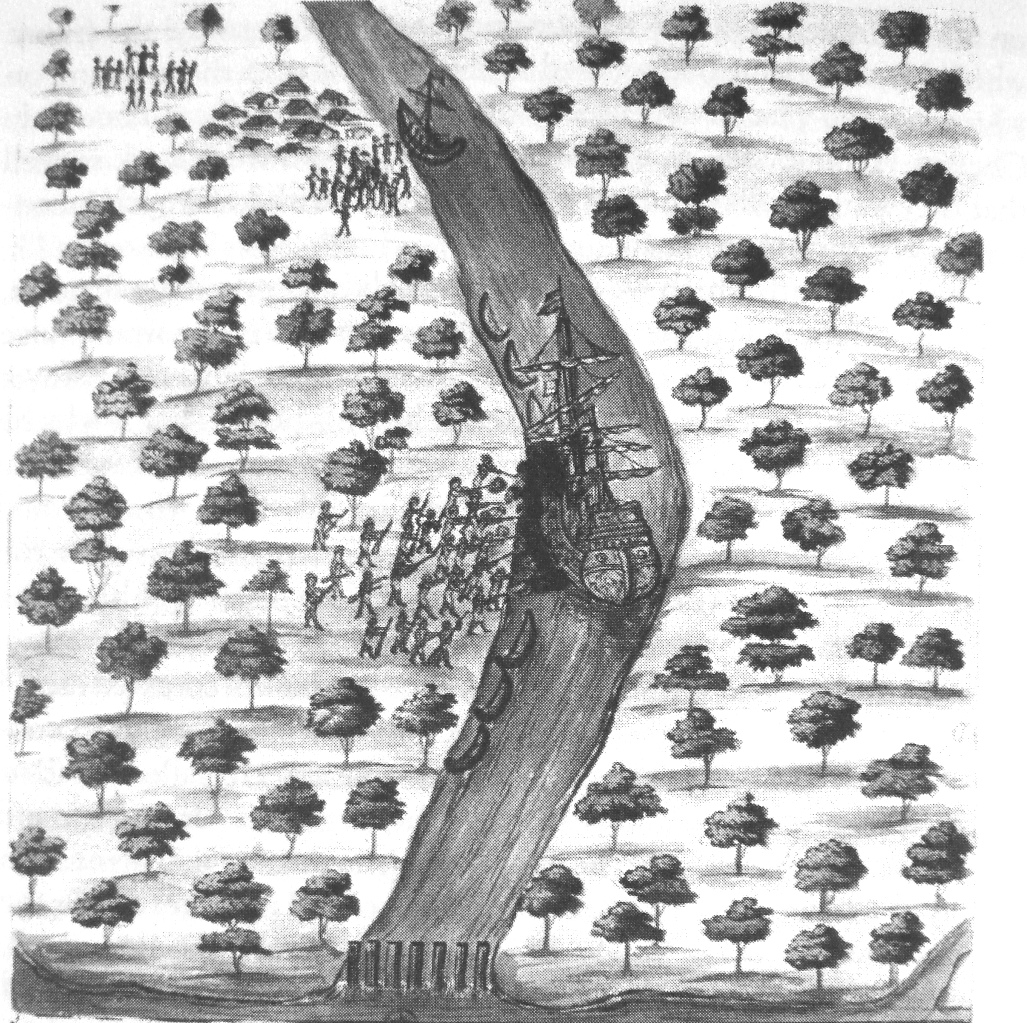
Ataque siamés a du Bruant en Tavoy, en el que el Caballero de Beauregard y el jesuita Pierre d'Espagnac fueron capturados y esclavizados.

Se lanzaron ataques a gran escala contra las dos fortalezas francesas en Siam, y el 24 de junio de 1688, los franceses bajo el mando de du Bruant y el Chevalier de Beauregard tuvieron que abandonar su guarnición en Mergui. Du Bruant logró escapar bajo el fuego y con muchas bajas al apoderarse de un buque de guerra siamés, el Mergui. Él y sus tropas quedaron varados en una isla desierta durante cuatro meses antes de ser capturados por un buque de guerra británico. Finalmente regresaron a Puducherry por Madrás.
En el asedio de Bangkok, Phetracha sitió la fortaleza francesa de Bangkok con 40 000 hombres y más de cien cañones, durante un período de cuatro meses. Las tropas siamesas también recibieron aparentemente apoyo holandés en su lucha contra los franceses. El 9 de septiembre, el buque de guerra francés Oriflamme, con 200 soldados y comandado por de l'Estrilles, llegó a la desembocadura del río Chao Phraya, pero no pudo atracar en la fortaleza de Bangkok ya que la entrada al río estaba bloqueada por los siameses.
La esposa católica japonesa-portuguesa de Phaulkon, María Guyomar de Pinha, a quien se le había prometido protección al ser ennoblecida como condesa de Francia, se refugió con las tropas francesas en Bangkok, pero Desfarges la devolvió a los siameses bajo la presión de Phetracha el 18 de octubre. A pesar de las promesas que se habían hecho sobre su seguridad, fue condenada a la esclavitud perpetua en las cocinas de Phetracha. Desfarges finalmente negoció el regreso con sus hombres a Puducherry el 13 de noviembre, a bordo del Oriflamme y de dos barcos siameses, el Siam y el Louvo, proporcionados por Phetracha.
Algunas de las tropas francesas permanecieron en Puducherry para reforzar la presencia francesa allí, pero la mayoría partió hacia Francia el 16 de febrero de 1689 a bordo de la Armada Francesa de Normandía y la Compañía Francesa Coche, con el ingeniero Vollant des Verquains y el jesuita Le Blanc a bordo. Los dos barcos fueron capturados por los holandeses en  El Cabo, sin embargo, porque la  Guerra de la Liga de Augsburgo había comenzado. Después de un mes en el Cabo, los prisioneros fueron enviados a Zeeland, donde se les mantuvo en la prisión de Middelburg. Finalmente pudieron regresar a Francia a través de un intercambio general de prisioneros.
El 10 de abril de 1689, el oficial francés Desfarges -que había permanecido en Puducherry- dirigió una expedición para capturar la isla de Phuket en un intento de restablecer algún tipo de control francés en Siam. La ocupación de la isla no condujo a ninguna parte, y Desfarges regresó a Puducherry en enero de 1690. Llamado a Francia, dejó 108 tropas en Puducherry para reforzar las defensas, y se fue con las tropas que le quedaban en el Oriflamme y los barcos de la Compañía Lonré y Saint-Nicholas el 21 de febrero de 1690. Desfarges murió en su camino de regreso tratando de llegar a Martinica, y el Oriflamme se hundió poco después, el 27 de febrero de 1691, con la mayoría de las tropas francesas que quedaban, frente a la costa de Bretaña.
En 1690 estalló una rebelión de origen siamés liderada por Thammathian contra el gobierno de Phetracha, pero fue suprimida. Los gobernadores de varias provincias regionales también se negaron a aceptar el gobierno de Phetracha y se rebelaron hasta 1691. El reinado de Phetracha duró hasta 1703 cuando murió y fue sucedido por su hijo mayor Suriyenthrathibodi.
Un contemporáneo que participó en los acontecimientos, el ingeniero francés Jean Vollant des Verquains, escribió en 1691 sobre su significado histórico: La revolución ocurrida en el Reino de Siam en el año 1688 es uno de los acontecimientos más famosos de nuestro tiempo, ya sea considerado desde el punto de vista de la política o de la religión.

## Consecuencias

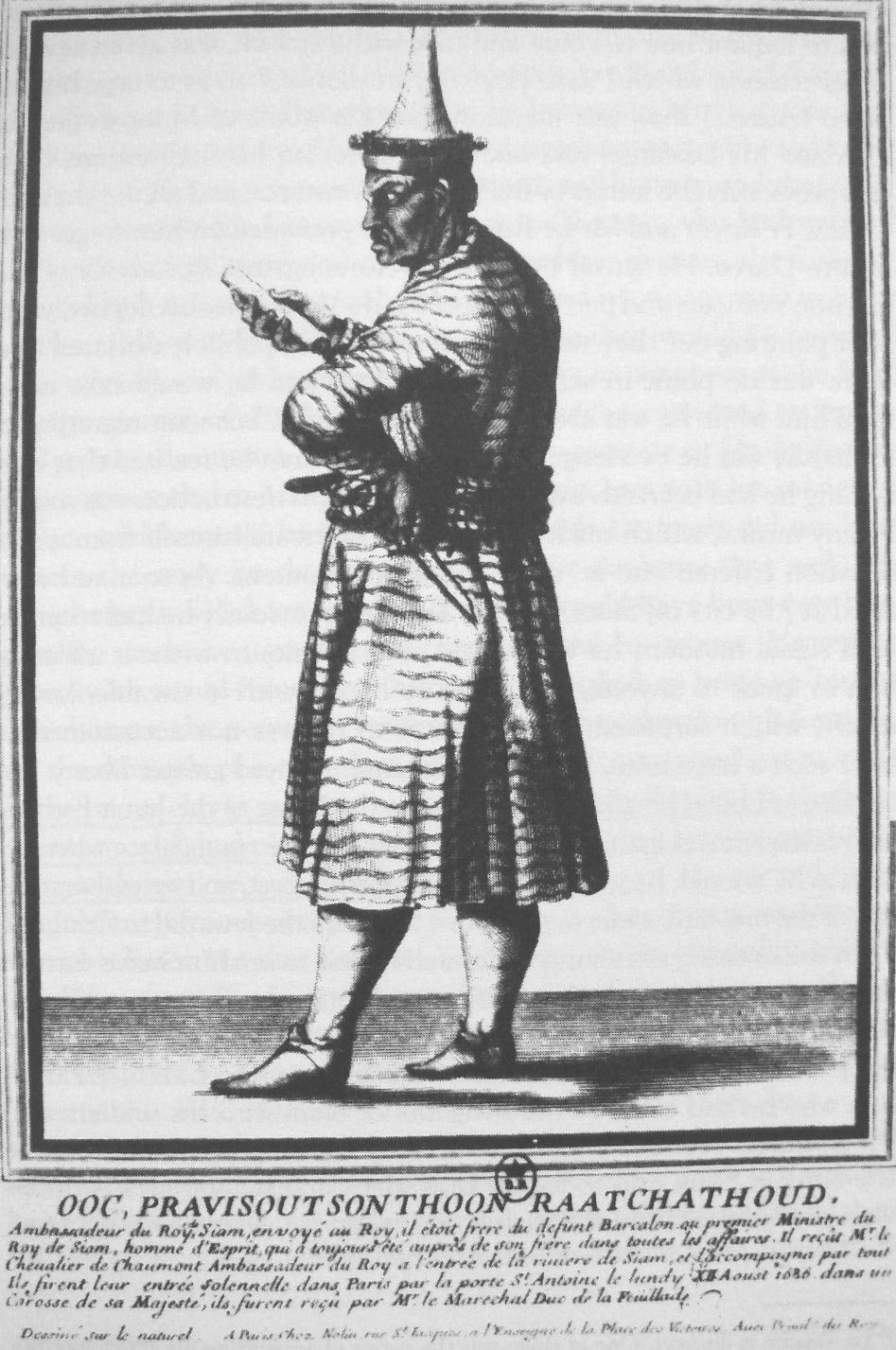
Kosa Pan, antiguo embajador en Francia en 1686, se convirtió en el nuevo ministro de Asuntos Exteriores y Comercio después de la revolución, bajo el nuevo gobernante Phetracha.

Francia no pudo organizar un regreso o una represalia debido a su participación en los principales conflictos europeos: la guerra de la Liga de Augsburgo (1688-1697), y luego la guerra de sucesión española (1701-1713/1714).
En Siam, Phetracha había logrado expulsar a la mayoría de los franceses del país, pero después de un confinamiento inicial, se permitió a los misioneros continuar su trabajo en Ayutthaya, aunque con algunas restricciones. El obispo de Ayutthaya Monseñor Louis Laneau no fue liberado de la cárcel hasta abril de 1691. A algunos empleados franceses del rey, como René Charbonneau, antiguo gobernador de Phuket, también se les permitió permanecer.
Sin embargo, no todos los contactos con Occidente fueron cortados. El 14 de noviembre, inmediatamente después de la retirada francesa, se renovó el Tratado y Alianza de Paz de 1644 entre Siam y la Compañía Neerlandesa de las Indias Orientales, garantizando a los holandeses su monopolio de exportación de pieles de venado previamente acordado, y dándoles libertad para comerciar libremente en los puertos siameses. También obtuvieron la renovación de su monopolio de exportación de  Ligor para el estaño, originalmente concedido por el rey Narai en 1671. Los factores holandeses (Opperhoofden) también estuvieron estacionados en Ayutthaya, como Pieter van den Hoorn (de 1688 a 1691), o Thomas van Son (de 1692 a 1697). Sin embargo, el contacto entre Siam y Occidente siguió siendo esporádico y no volvería al nivel que se vio en el reinado del rey Narai hasta el reinado del rey Mongkut a mediados del siglo XIX.
Aparte de los contactos occidentales, las relaciones comerciales con los países asiáticos siguieron siendo boyantes, y Siam siguió participando especialmente en el comercio chino-siameso-japonés. Durante el reinado de Phetracha, se registra que unos 50 juncos chinos visitaron Ayutthaya, y durante el mismo período hasta 30 juncos salieron de Ayutthaya hacia Nagasaki, Japón
La reanudación oficial de los contactos con Occidente comenzó con el «Tratado de Amistad y Comercio con el Reino Unido» en 1826. Los intercambios diplomáticos con los Estados Unidos comenzaron en 1833. Francia no reanudó los contactos oficiales hasta 1856, cuando  Napoleón III envió una embajada al rey Mongkut liderada por Charles de Montigny. El 15 de agosto de 1856 se firmó un tratado para facilitar el comercio, garantizar la libertad religiosa y permitir el acceso de los buques de guerra franceses a Bangkok. En junio de 1861, los buques de guerra franceses trajeron una embajada tailandesa a Francia, dirigida por Phya Sripipat, de la Familia Bunnag.